# تیپ‌های عبدالله عزام
تیپ‌های عبدالله عزام (به عربی: كتائب عبدالله عزام)، (به انگلیسی: Abdullah Azzam's brigades) یک گروه تروریستی و جهادی سنی وابسته به القاعده می‌باشد که در سال ۲۰۰۹ اعلام موجودی کرده و در برخی از کشورهای غرب آسیا از جمله عربستان سعودی، لبنان، پاکستان و افغانستان به فعالیت می‌پردازد. وجه تسمیه این گروه از نام عبدالله عزام، یکی از بنیانگذاران القاعده و از نزدیکان اسامه بن لادن می‌باشد. این گروه دارای عقاید وهابی سلفی گری تندرویانه مانند داعش است. اما از این گروه تروریستی آنچنان تاثیری نپذیرفته و نیز بسیاری از عقاید آن را قبول ندارد. جمهوری اسلامی ایران مخالف سرسخت این گروه تروریستی است. به سه دلیل مهم: 
- ضد شیعیان فعالیت می کند، و از سلفی گران سرسخت اهل سنت به شمار می آید.
- بمب‌گذاری در هتل پیرل کنتینانتال پیشاور  که به کشته شدن ۱۷ نفر در سال ۲۰۰۹ منجر شد.
- این گروه بارها ایران را به دلیل حمایت از حکومت مرکزی سوریه تهدید کرده بود و در ۱۹ نوامبر ۲۰۱۳ اقدام به بمب‌گذاری سفارت ایران در بیروت نمود که در پی آن تعدادی از شهروندان ایرانی و لبنانی کشته شدند.
- این گروه همچنین خواهان سرنگونی نظام فعلی عربستان سعودی(همسو با ایران) و نابودی حزب‌الله لبنان(غیرهمسو ایران) می‌باشد و در چندین حمله موشکی از جنوب لبنان به سمت اسرائیل دست داشته است(همسو با ایران).

پس از آنکه رهبر نخست گروه به نام صالح القرعاوی توسط نیروهای امنیتی عربستان سعودی بازداشت شد، مسئولیت رهبری این گروه را از ژوئن ۲۰۱۲؛ فردی به نام ماجد بن محمد الماجد از اتباع عربستان سعودی بر عهده دارد. ماجد الماجد پیرامون ۳۱ دسامبر ۲۰۱۳ توسط نیروهای اطلاعاتی لبنان دستگیر شد.
ایدئولوژی این گروه دفاع از اهل سنت کشورهای خاورمینه در مقابل شیعیان بوده است و بارها شیعیان کشورهای منطقه به خصوص شیعیان لبنان را تهدید به حملات انتقام‌جویانه به موجب حمایت از حزب‌الله لبنان نموده است. این گروه مسئولیت بمب‌گذاری در هتل پیرل کنتینانتال پیشاور را که به کشته شدن ۱۷ نفر در سال ۲۰۰۹ منجر شد را بر عهده گرفت. این گروه از مخالفان حکومت بشار اسد بوده که در جنگ داخلی سوریه در کنار سایر نیروهای شورشی به نبرد با دولت مرکزی مشغول می‌باشد. این گروه بارها ایران را به دلیل حمایت از حکومت مرکزی سوریه تهدید کرده بود و در ۱۹ نوامبر ۲۰۱۳ اقدام به بمب‌گذاری سفارت ایران در بیروت نمود که در پی آن تعدادی از شهروندان ایرانی و لبنانی کشته شدند. این گروه همچنین خواهان سرنگونی نظام فعلی عربستان سعودی و نابودی حزب‌الله لبنان می‌باشد و در چندین حمله موشکی از جنوب لبنان به سمت اسرائیل دست داشته است.